# 91 Days

Logo do anime 91 Days

91 Days é uma série de anime japonês que se passa na época da Lei seca nos Estados Unidos. A série segue o protagonista Angelo Lagusa e sua busca por vingança contra a família Vanetti. Os episódios foram ao ar de 9 de julho até 1 de outubro de 2016.

## Enredo
Durante a era da Lei Seca nos Estados Unidos, em Lawless, a lei não tem poder, a máfia domina as ruas e o álcool produzido ilegalmente flui livremente. Ao mesmo tempo, Avilio Bruno morou neste distrito, mas depois que uma disputa da máfia terminou com o assassinato de sua família, ele se escondeu por anos. Mais tarde, Avilio recebe uma carta de uma pessoa misteriosa que acende sua vontade por vingança e o leva a retornar a Lawless. Lá, ele se infiltra na família Vanetti e se torna próximo dos que mataram sua família.

## Personagens

### Personagens Principais
Avilio Bruno (アヴィリオ・ブルーノ, Avuirio Burūno) / Angelo Lagusa
- Seiyū: Takashi Kondō

O protagonista principal, cujo nome real é Angelo Lagusa. Sete anos antes da história atual, sua família foi assassinada pela família Vanetti. Angelo possui um ódio severo pela família Vanetti e se escondeu por sete anos até que recebeu uma carta anônima para retornar a Lawless e executar sua vingança. Ele planeja cada assassinato cautelosamente até conseguir matar todos os membros da família Vanetti.
Nero Vanetti (ネロ・ヴァネッティ, Nero Vuanetti)
- Seiyū: Takuya Eguchi

O filho de Vincent Vanetti e um dos alvos de Bruno. Mostra uma personalidade brilhante e positiva e valoriza sua família acima de tudo. Nero acredita que a família Vanetti dirige Lawless e que a Família Galassia está tentando se intrometer. Sete anos antes da história atual, ele matou Testa Lagusa, pai de Avilio, ao lado de Vincent Vanetti e Vanno Clemente. Ele acredita no orgulho de uma família, recusando-se a voltar aos Orcos ou às Galassias.
Corteo (コルテオ, Koruteo)
- Seiyū: Sōma Saitō

Amigo de infância de Angelo. Ele desenvolveu uma marca deliciosa de álcool chamada Lawless Heaven, que ele começa a produzir para a família Vanetti. O único problema é que os ingredientes e a mistura são mais complexos que outras cervejas. Mais tarde, ele fica muito assustado com toda a situação e espera tentar encontrar uma saída.

### Família Vanetti
Vincenzo Vanetti (ヴィンセント・ヴァネッティ, Vuinsento Vuanetti)
- Seiyū: Kazuhiro Yamaji

O don da família Vanetti e também o pai de Nero. Mostra-se atencioso com sua família e filhos. Sete anos antes do período atual na história, ele foi à residência de Lagusa, junto com Nero e Vanno Clemente, em busca do livro de Testa. A disputa da máfia resultou na morte da família Lagusa depois que Vincent foi ferido por Testa com uma faca.
Ganzo Alary (ガンゾ・アラリー, Ganzo Ararī)
- Seiyū: Masuo Amada

A mão esquerda de Vincent. Foi a pessoa que enviou a Avilio a carta anônima para chegar a Lawless, e também foi o quarto homem na noite do assassinato da família de Avilio. É muito ganancioso e quer que as ordens superiores da família sejam de por Avilio para que ele possa ter todo o poder de Lawless para si.
Frate Vanetti (フラテ・ヴァネッティ, Furate Vuanetti)
- Seiyū: Kōtarō Nishiyama

Irmão mais novo de Nero e filho caçula de Vincent Vanetti. Ele está disposto a sacrificar qualquer coisa para preservar a paz entre as famílias da máfia. Acredita que a família Vanetti não pode resistir à família Galassia e que eles devem se render sem lutar. Ele tem ciúmes da capacidade natural de Nero de fazer o que bem entender, e até acredita que Nero causou o caos que levou a família Galassia e Orco a querer sua cabeça. Ele é fantoche de Ronaldo, nomeado chefe da família Vanetti depois que Galassia forçou Vincent a renunciar.
Fio Vanetti (フィオ・ヴァネッティ, Fio Vuanetti)
- Seiyū: Hisako Tojo

Irmã de Frate e Nero. Seu casamento com Ronald foi arranjado para construir relações com a família Galassia.
Vanno Clemente (ヴァンノ・クレメンテ, Vuan'no Kuremente)
- Seiyū: Daisuke Ono

Um dos amigos mais próximos de Nero Vanetti e um dos principais alvos de Bruno. Sete anos antes da história, ele matou Testa Lagusa, ao lado de Nero Vanetti. Era muito amigo de Tronco e, depois de vingar a morte de seu amigo com a ajuda de Avilio, ele é secretamente assassinado por Avilio.
Barbero (バルベロ, Barubero)
- Seiyū: Takahiro Sakurai

O subordinado de Nero, possui uma personalidade calma. Ele ajuda o Nero a tomar decisões inteligentes para a família. Ele é morto por Ganzo quando descobre a verdade sobre Avilio depois de capturá-lo.
Del Toro (デルトロ, Deru Toro)
- Seiyū: Kanehira Yamamoto

A mão-direita e guarda-costas de Vincent. Serviu Vincent por muitos anos desde que lutou na Europa. Ele foi esfaqueado por dois guarda-costas da família Galassia antes de Avilio conseguir assassiná-lo.
Tigre (ティグレ, Tigure)
- Seiyū: Kenji Hamada

Um amigo próximo de Nero. Quando a família Vanetti decidiu formar uma trégua com a família Orco, sob a condição de Nero morrer, ele defende Nero e fica gravemente ferido. Ele é salvo quando Fango fornece um médico em troca de um favor.
Arturo Tronco (アルトゥーロ・トロンコ, Arutoūro Toronko)
- Seiyū: Makoto Furukawa

Um dos amigos próximos de Vanno que foi assassinado por Serpente. Sua morte provocou o ódio da família Vanetti à família Orco.

### Orco Family
Fango (ファンゴ, Fango)
- Seiyū: Kenjiro Tsuda

Um membro da família Orco. Sua personalidade é de alguém cruel e ambicioso, disposto a fazer o que for preciso para conseguir o que deseja. Com a ajuda de Angelo e Nero, ele derruba Orco e se torna o don da família. Fango deseja a receita da fermentação Lawless Heaven de Corteo, procurando enriquecer. Fez uma pechincha com Corteo, que está tentando escapar dos perigos; ele protegerá Corteo, contanto que ele lhe dê a receita e a localização de Nero. Mas quando Scuza fornece a receita de Lawless Heaven, apreendida pelo FBI em um ataque, ele não precisa mais do Corteo. Ele inicialmente tenta matar Corteo, mas decide deixar esta tarefa para os Vanettis, a quem ele havia traído.
Orco (オルコ, Oruko)
- Seiyū: Chafurin

O don da família Orco. Ele é obeso e dono de um restaurante. Tem um amor obsessivo por lasanha. Costuma ameaçar os chefes que cozinham para ele.
Serpente (セルペンテ, Serupente)
- Seiyū: Yasuyuki Kase

O homem que matou Tronco. Vanno iria matá-lo, vingando a morte de Tronco. Seu cadáver foi secretamente levado pela família Vanetti e vendido a Scuza, iniciando uma trégua entre as famílias Vanetti e Orco.

### Família Galassia
- A família Galassia controla grande parte de Chicago e tenta pegar a marca Lawless. As famílias Vanetti e Orco não são fortes o suficiente para ir contra Galassia e muitas vezes cumprem o que a família pede.

Galassia (ガラッシア, Garasshia)
- Seiyū: Hōchū Ōtsuka

O don da família Galassia.
Strega Galassia (ストレガ・ガラッシア, Sutorega Garasshia)
- Seiyū: Subaru Kimura

Sobrinho do don de Galassia. Ele está trabalhando secretamente com Gonzo para derrubar Vincent.
Ronaldo Galassia (ロナルド・ガラッシア, Ronarudo Garasshia)
- Seiyū: Yūichi Nakamura

Um sobrinho do don de Galassia e primo de Strega. Ele acredita que tem autoridade como membro da família Galassia, usando-a para tentar manter as outras famílias da Máfia sob controle. Angelo faz Fio assassina-ló e criminalizar Frate como culpado.

### Família Lagusa
Testa Lagusa (テスタ・ラクーザ, Tesuta Ragūza)
- Seiyū: Satoshi Mikami

Pai do Angelo que foi assassinado pela família Vanetti. Ele tinha conhecimento sobre os negócios em andamento entre as famílias Vanetti e Galassia, então ele e toda sua família foi assassinada para evitar que tal conhecimento vazasse.
Elena Lagusa (エレサ・ラクーザ, Erusa Ragūza)
- Seiyū: Kanami Satō

Mãe do Angelo que foi assassinada pela família Vanetti.
Luce Lagusa (ルーチェ・ラクーザ, Rūche Ragūza)
- Seiyū: Kaede Hondo

Irmão mais novo de Angelo que foi assassinado pela família Vanetti.

## Produção
O anime foi anunciado em março de 2016. Foi dirigido por Hiro Kaburagi e escrito por Taku Kishimoto, com animação do estúdio Shuka. Tomohiro Kishi foi o desenhista, e Shōgo Kaida foi o produtor de música.  
A música de abertura, "Signal", é de TK, e a música de encerramento, "Rain or Shine", da cantora japonesa Elisa.

## Emissão
A série estreou em 9 de julho de 2016 no canal de televisão japonês TBS e também foi ao ar nos canais MBS, CBC e BS-TBS.
91 Days foi transmitido também no Crunchyroll e com a Funimation produzindo a dublagem e distribuição da série na América do Norte.